# 土倉鉱山

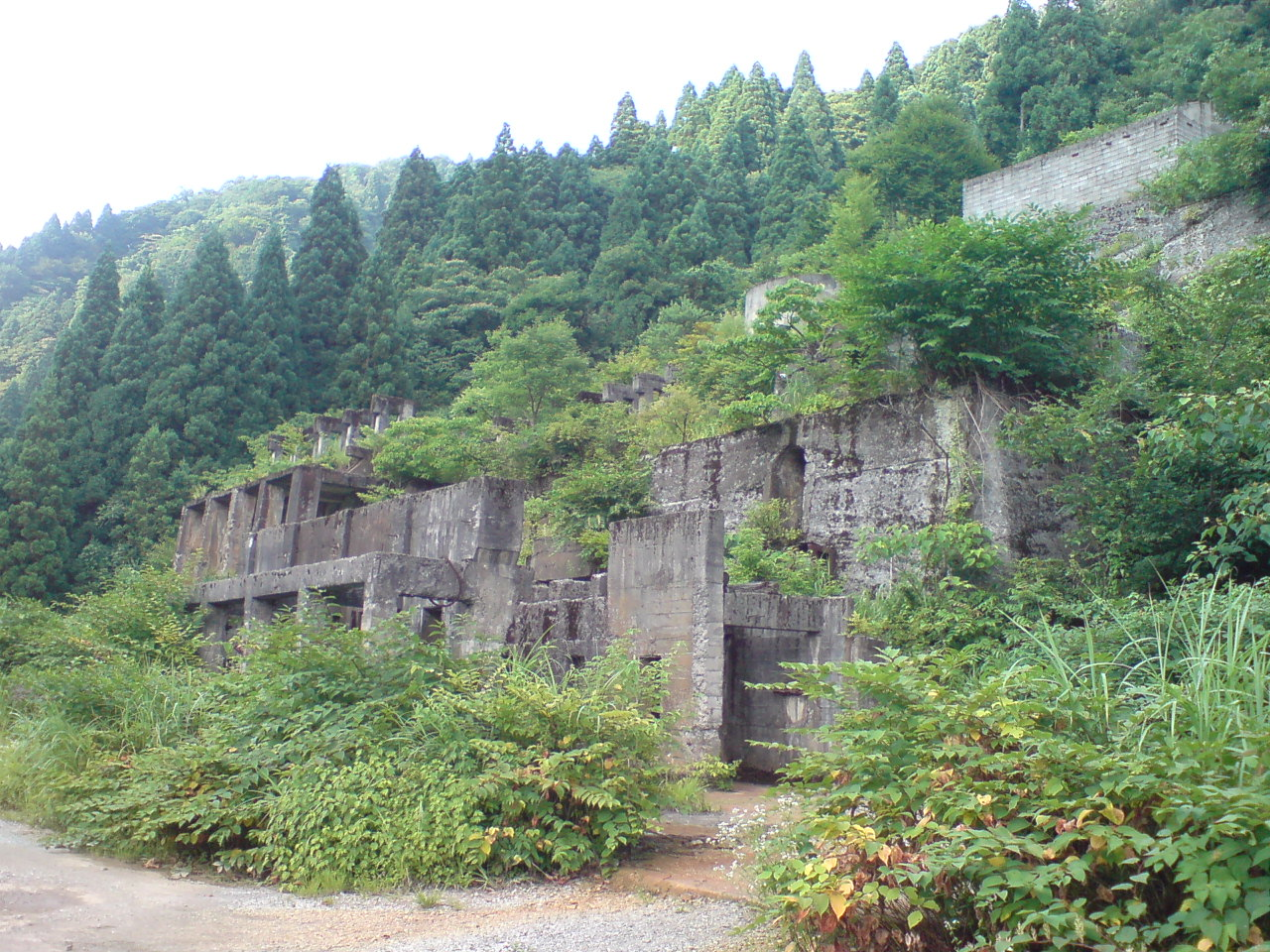
2008年に撮影された土倉鉱山跡地

土倉鉱山（つちくらこうざん）は、かつて滋賀県長浜市木之本町金居原に存在した銅山。

## 概要
明治年間に発見され、昭和年間中期まで採掘が行われてきた銅鉱山。戦前には現在の国道303号線から北側の沢の奥（奥土倉）に坑道が掘られ銅鉱石の生産が行われていたが、1940年には国道寄りの場所に新たに坑道が掘られ、事業所や住宅が移動した。
1956年前後の最盛期には400戸、1500人ほどが生活していたが、銅の輸入自由化や鉱質の低下により競争力を失い1965年には閉山に至った。従業員や家族は山を離れ、木造の事業所や住宅などは失われたが、2022年現在もなお、山中に巨大なコンクリート構造物の遺構が残されている。こうした場所への出入は禁止されているが、廃墟然とした場所を案内するツアーガイドも存在する。2021年頃には廃墟の写真が評判を呼び、土日に20-30人ほどのコスプレイヤーが訪れることがあった。

## 歴史
- 1910年（明治43年） - 田中銀之助が鉱山の権利を購入、奥土倉で採掘開始。
- 1916年（大正5年） - 田中鉱業に権利移転。
- 1934年（昭和9年） - 朝鮮鉱業開発（ニッチツの源流）に権利移転。土倉鉱場と呼ばれる。
- 1939年（昭和14年） - 雪崩により飯場が倒壊。
- 1940年（昭和15年） - 事業所を奥土倉から出口土倉へ移転。
- 1965年（昭和40年） - 閉山。

### 1939年の雪崩災害
1939年（昭和14年）2月7日午後5時頃、奥土倉で大雪崩があり、飯場4棟のうち2棟が倒壊、埋没。木之本町から、警察、消防などが救助に駆け付けたが死者10人、重傷者8人、軽症者2人。当時、現場は数日来の降雪により積雪1丈（現在のメートル法に換算すると約3m）に及んでいた。